# بوروویتسا، استان ویدین
بوروویتسا (به بلغاری: Borovitsa) روستایی در بلغارستان است که در استان ویدین واقع شده‌است. بوروویتسا ۲۳٫۵۳۳ کیلومتر مربع مساحت و ۱۴۹ نفر جمعیت دارد و ۲۵۷ متر بالاتر از سطح دریا واقع شده‌است.